# Incertidumbre
Incertidumbre é uma telenovela mexicana, produzida pela Televisa e exibida em 1967 pelo Telesistema Mexicano.

## Elenco
- Sonia Furió
- Pilar Sen
- Virginia Gutiérrez
- Héctor Gómez